# Валерій Ваховський
Валерій Ваховський (нар. 5 січня 2003, Нікополь, Дніпропетровська область) - професійний український кіберспортсмен у дисципліні Counter-Strike: Global Offensive, більш відомий як «b1t». Грає в команді Natus Vincere. Переможець двох великих чемпіонатів PGL Major Stockholm 2021 та PGL CS2 Major Copenhagen 2024.

## Життєпис

### Дитинство
Народився b1t 5 січня 2003 року у місті Дніпро. Потім через кілька років його родина спочатку переїхала до Кривого Рогу, а потім до Нікополя, де майбутній гравець NAVI провів все своє свідоме дитинство. У 15 років Валерій переїхав до Київської області, а вже через два роки до столиці України, Києва. Упродовж восьми років b1t займався боротьбою, але перестав їй приділяти увагу після вступу до Київського коледжу на програміста.

###### Про знайомство з Counter-Strike
“Комп'ютер з'явився, коли я був зовсім маленьким. Першу гру, яку я зіграв, був CS 1.6. У мене брат у неї грав, а я просто дивився. Я тоді не дотягувався до клавіатури, просто натискав там щось. Пам'ятаю, що з ботами грав, потім на пабліках”.

###### Ноутбук з 60 fps і дерев’яними девайсами
Хто ще не знає, kenzor, колишній гравець pro100, є старшим братом b1t. Коли завершився NAVI Camp, за підсумками якого Валерій Ваховський увійшов до складу NAVI Junior, kenzor написав у своїй групі наступний пост: 
“Пам'ятаю, як направляв свого братика на вірний шлях, коли він грав ММ на ноуті з фпс до 100, на дерев'яній мишці та на моєму старому килимку NAVI. Не змінював його, мабуть, щось відчував. Сьогодні цей хлопець прогресує щодня, і це найкраще, що я це бачу. І намагаюсь дати йому те, що знаю, чого вчився сам. Найприємніше, що він мене слухає та все розуміє. Загалом я впевнений, що в тебе, Лєрич, дуже велике майбутнє, головне вір у себе так, як я вірю в тебе, йди далі, незважаючи ні на що. Так, будуть падіння, але без падіння не буває злетів!”. Мій уже не малюк грає у найкращій організації СНД і дуже круто грає. Я бачу в його очах бажання прагнути до перемог і ставати ще кращим і грамотнішим. Звичайно, ще є купа аспектів, яким тобі варто навчитися, так що не губися, а вривайся! Люблю тебе, я з тобою!".

###### Про появу ніка “b1t”
“Ще давно був популярний трек «Бітмейкер», мені якось його мені брат поставив і з ним грав. Потім я поставив собі нік “b1t”, який так і залишився”.

## Кар’єра

### Потрапляння в NAVI Junior
Наприкінці травня 2019 року організація Natus Vincere оголосила про запуск NAVI Esports Camp. Мета проєкту полягала в тому, що створити академію, яка зможе вирости молодих гравців. Було відібрано 10 гравців, які попередньо надсилали свої заявки, серед яких був і b1t.

Слова майбутнього тренера Natus Vincere Андрія “B1ad3” Городенського під час перегляду заявки Валерія:
“У нього дуже гарний мікро, і він дуже добре відчуває гру. Йому не вистачає ігрових знань, ясна річ. Це не складно вирішити, треба з'їздити на буткемп. На тому етапі розвитку, на якому він зараз, у нього дуже високі показники. Тож це той гравець, який береться на перспективу”.
Само собою, b1t успішно закінчив NAVI Esports Camp і потрапив до першого складу NAVI Junior у вересні 2019 року.
Всього за NAVI Junior b1t відіграв 199 карт з жовтня 2019 року по січень 2021 року. Відсоток перемог команди за його участю становить 48,5%. Середній Rating 2.0 Валерія становить 1.14.
Свою найкращу карту b1t зіграв проти китайської команди Invictus, яку він закінчив із Rating 2.0 рівним 2.01, щоправда, NAVI Junior ту гру програли.

### Шостий гравець NAVI
Дебют b1t за основу «Народжених Перемагати» видався трохи курйозним. У гравця NAVI Дениса “electronic” Шарипова під час матчу проти Heroic зник інтернет, і на декілька раундів у гру вступив b1t. Він зробив три вбивства, двічі загинув і закінчив карту з рейтингом 1.10. На свій наступний матч за NAVI b1t чекав три місяці. Він був зіграний у рамках BLAST Premier Fall 2020 Finals як шостий гравець у матчі проти Astralis. «Народжені Перемагати» програли карту 14:16, а Валерій закінчив гру на останньому місці. Ось як сам гравець прокоментував свій повноцінний дебют:
«Тяжка перша офіційна гра проти Astralis, вибачте за поганий виступ. Я працюватиму старанніше. Дякую команді за перемогу!»
– написав b1t на своїй сторінці у «Твіттері».
Після зимової міні-відпустки b1t був заграний на BLAST Premier Global Finals, який його команда виграла та заробила $600,000. b1t зіграв лише чотири карти, у тому числі і на останній карті турніру проти Astralis, яку він закінчив з рейтингом 1.18. Аж до початку квітня b1t виступав за NAVI як шостий гравець, поки не став частиною основного складу.

### Основа NAVI
Першим турніром для b1t як вже основний гравець NAVI став DreamHack Masters Spring 2021. Валерій і компанія виграли його, розгромивши Gambit у фіналі з рахунком 3:0.
Далі був менш успішний EPIC League CIS 2021 для NAVI, але b1t покращив свої статистичні показники до 1.08. Проте далі «Народжені Перемагати» видали блискучу серію турнірів, посівши друге місце на BLAST Premier Spring Final 2021, і вигравши IEM Cologne 2021 та StarLadder CIS RMR 2021.
2 місяці по тому команда Natus Vincere після одержала перемогу над Team Vitality у гранд-фіналі турніру ESL Pro League  Season 14, тим самим вигравши третій сезон Intel Grand Slam – приз у розмірі $1 млн для найкращих світових CS:GO-колективів у рамках турнірів ESL Gaming, який традиційно вручається у золотих злитках. Цей приз призначений першій команді, яка виграє чотири турніри S-Tier від ESL або DreamHack Masters з 10 послідовних подій, включаючи чемпіонат світу IEM, ESL One Cologne, ESL/DreamHack CS:GO Major Championship, або ж переможе у шести із 10 звичайних турнірів. До ESL Pro League Season 14 команда Natus Vincere стала чемпіоном IEM Katowice 2020 і вище згаданих DreamHack Masters Spring 2021 та IEM Cologne 2021.
2 жовтня стало відомо, що Валерій “b1t” Ваховський номінований на звання «Найкращий новачок року» за версією Esports Awards. Його прихід у команду дав йому величезний прогрес у своїх силах і він показав просто дивовижний потенціал та здібності. Вже 21 листопада стало офіційно відомо, що Валерій переміг у цій номінації.
7 листопада 2021 року Natus Vincere обіграли G2 і стали чемпіонами PGL Major Stockholm 2021, не програвши жодної карти. Це перший мейджор із CS:GO у скарбничці українського клубу. За перемогу NAVI здобули $1.000.000. За підсумками турніру гравець колективу Natus Vincere Валерій b1t Ваховський став найкращим гравцем групової стадії на PGL Major Stockholm 2021 з рейтингом 1.44 за версією hltv.org. Загалом середній Rating 2.0 становив 1.27, а відсоток попадань в голову 72.9%.

## Досягнення

### Рекорди
b1t встановив рекорд по середньому відсотку хедшотів за раунд на мейджорах CS:GO. У середньому, на PGL Major Stockholm 2021 b1t робив 0,53 хедшота за раунд, тим самим обігнавши минулого рекордсмена - данця Расмуса "Raalz" Стілборга (0,51).

### У команді «Народжені перемагати»
| Місце                       | Турнір                           | Місце проведення            | Дата проведення             | Призові(долл.)              |                             |
| Турніри Natus Vincere з b1t | Турніри Natus Vincere з b1t      | Турніри Natus Vincere з b1t | Турніри Natus Vincere з b1t | Турніри Natus Vincere з b1t | Турніри Natus Vincere з b1t |
| 2020                        | 2020                             | 2020                        | 2020                        | 2020                        | 2020                        |
| --------------------------- | -------------------------------- | --------------------------- | --------------------------- | --------------------------- | --------------------------- |
| 4                           | BLAST Premier Fall 2020 Finals   | Online                      | 8-14 грудня                 | 25 000                      |                             |
| 3-4                         | IEM Global Challenge 2020        | Online                      | 15-20 грудня                | 50 000                      |                             |
| 2021                        |                                  |                             |                             |                             |                             |
| 1                           | BLAST Premier Global Final 2020  | Online                      | 19-25 січня                 | 600 000                     |                             |
| 1-3                         | BLAST Premier Spring Groups 2021 | Online                      | 4-14 лютого                 | 25 000                      |                             |
| 5-6                         | IEM Katowice 2021                | Online                      | 18-28 лютого                | 40 000                      |                             |
| 9-12                        | ESL Pro League Season 13         | Online                      | 8 березня - 11 квітня       | 25 000                      |                             |
| 1                           | DreamHack Masters Spring 2021    | Online                      | 29 квітня - 9 травня        | 100 000                     |                             |
| 5                           | Epic League CIS 2021             | Online                      | 12 травня - 1 червня        | 3500                        |                             |
| 2                           | BLAST Premier Spring Final 2021  | Online                      | 15-20 червня                | 85 000                      |                             |
| 1                           | StarLadder CIS RMR 2021          | Online                      | 27 червня - 5 липня         | 40 000                      |                             |
| 1                           | IEM Cologne 2021                 | Кельн                       | 8-18 липня                  | 400 000                     |                             |
| 1                           | ESL Pro League Season 14         | Online                      | 16 липня - 12 вересня       | 195 000                     |                             |
| 1-3                         | BLAST Premier Fall Groups 2021   | Online                      | 16-26 вересня               | 25 000                      |                             |
| 2                           | IEM Fall 2021 CIS                | Online                      | 29 вересня - 3 жовтня       | 12 000                      |                             |
| 1                           | PGL Major Stockholm 2021         | Стокгольм                   | 30 жовтня - 7 листопада     | 1 000 000                   |                             |
| 1                           | BLAST Premier Fall Final 2021    | Копенгаген                  | 24 - 28 листопада           | 225 000                     |                             |
| 1                           | BLAST Premier World Final 2021   | Копенгаген                  | 14 - 19 грудня              | 500 000                     |                             |
| 2022                        |                                  |                             |                             |                             |                             |
| 4-6                         | BLAST Premier Spring Groups 2022 | Online                      | 28 січня - 6 лютого         | 17 500                      |                             |
| 3-4                         | IEM Katowice 2022                | Катовиці                    | 17 - 27 лютого              | 80 000                      |                             |
| 5-8                         | ESL Pro League Season 15         | Дюссельдорф                 | 9 березня - 10 квітня       | 42 500                      |                             |
| 4                           | PGLMajor Antwerp 2022 RMR A      | Бухарест                    | 17 - 20 квітня              | 9500                        |                             |
| 2                           | PGL Major Antwerp 2022           | Антверпен                   | 14 - 22 травня              | 150 000                     |                             |
| 1                           | BLAST Premier Spring Final 2022  | Лісабон                     | 15 - 19 червня              | 200 000                     |                             |

Жирним виділені Major-турніри.